# برج ترامپ مانیل
برج ترامپ مانیل (انگلیسی: Trump Tower Manila) برج مسکونی ۵۷ طبقه مستقر در شهر ماکاتی، فیلیپین است، این برج در سال ۲۰۱۷ احداث گردید.